# 南希·马钱德
南希·马钱德（英語：Nancy Marchand，1928年6月19日—2000年6月18日），女，美国演员。曾获得黄金时段艾美奖戏剧类电视系列剧最佳女配角。